# Besançon Basket Comté Doubs
Le Besançon Basket Comté, en abrégé BBC, était un club français de basket-ball basé à Besançon, disparu en 2009. Le club reste vingt ans dans le monde professionnel avec notamment une accession en Pro A en 1995.

## Historique

### Le Vesontio

#### Section féminine
Le basket-ball est apparu à Besançon en 1922 avec la création du Vesontio Fémina. Une équipe masculine voit le jour après-guerre, le club prenant alors le nom de Vesontio, qui accède pour la première fois en championnat de France en 1978, dans la compétition de Nationale 4.
C'est sous l'impulsion d'un groupe de jeunes femmes désireuses de promouvoir le sport à Besançon que se crée en 1922 le Vesontio Fémina. Comme son nom l'indique, ce club est exclusivement féminin ; il regroupe les activités telles que la danse rythmique, l'athlétisme puis le basket-ball, dont les premiers entraînements se font sur un terrain sommairement aménagé et appartenant à la fondatrice de la Société sportive, Madame Terreau. Jusqu'en 1940, toutes ces activités poursuivent leur petit bonhomme de chemin. Dans les années 1945, la section rythmique disparaît, et le Vesontio Fémina se lance résolument dans la compétition en athlétisme et en basket-ball où l'équipe ne rencontre guère de rivales au niveau régional.
De 1955 à 1958, le club passe d'une année de crise à deux années de renouveau avec une montée en excellence fédérale où l'équipe rencontre notamment Clermont-Ferrand. Peu à peu, la renommée de l'équipe fanion incite les jeunes à pratiquer le basket-ball assurant ainsi une relève future. En 1965, l'équipe accède en Nationale, dès lors les basketteuses ne quitteront plus le championnat de France. Les matches en plein air ne sont plus que de vieux souvenirs, et le Vesontio Fémina dispute même ses matches au Palais de Sports de Besançon. L'équipe alterne les moyennes et les très bonnes performances, disputant même la demi-finale du championnat de France.
Le Vesontio Fémina devient Vesontio. Le club compte parmi ses joueuses Élisabeth Riffiod (1,87 m), Françoise Grandjean et Florence Maire.

#### Section masculine
Une première équipe seniors masculins se forme et remporte le titre de Champion Honneur mais elle ne pourra accéder en Excellence Régionale de Franche-Comté, faute d'équipe réserve. Et pourtant la relève est bien là avec l'équipe cadets sous la houlette des frères Deschaseaux, fruits de la formation du club. Pascal Deschaseaux sera même élu « meilleur grand gabarit de France » et fera de nombreux stages nationaux à l'INSEP. Derrière eux, de nombreuses équipes de jeunes de qualité voient le jour grâce aux compétences de formateurs compétents et passionnés, comme Georges Petit (dont l'épouse Geneviève sera une secrétaire efficace et dévouée pendant de nombreuses années). Et pour la première fois, une équipe masculine de Vesontio accède à l'Excellence Régionale: une équipe propulsée par Normann Skaags, Américain du Connecticut en stage à Besançon, qui n'hésitera pas à écourter ses vacances pour prêter main-forte pour remporter le titre de Champion Honneur et le droit à l'accession.
En 1978, les garçons accèdent pour la première fois en championnat de France, Nationale 4. Dans cette équipe évolueront Jean-Denys Choulet ou Marc Bellot (champion de France et international A avec le grand ASPO Tours, plus tard médecin des équipes de France). Six ans plus tard, le club voit arriver une partie de ceux qui feront le bonheur du basket régional: Erik Lehmann, Charly Auffray (joueur-entraîneur), Christian Vivier et Philippe Rastout mènent l'équipe en Nationale 3. Derrière elle, de nouveaux jeunes joueurs talentueux ne tarderont pas à rejoindre cette équipe première dont Arnaud Hyenne.
Vesontio se modernise, devient ambitieux sous la conduite de très bons joueurs et de leur entraîneur Charly Auffray dont la compétence est appréciée de tous.
Dès lors, Vesontio accumule les saisons en Nationale 2 et Nationale 3 ; les espoirs affichés à chaque début de saison sont plus ou moins concrets.
La saison 1989-1990 sera une saison charnière : le club débute tant bien que mal le championnat, et dès le mois d'octobre, soit après deux mois de compétition, on parle d'une cessation d'activité. Les problèmes évoqués sont ceux du « non-investissement » de la municipalité dans les subventions d'un club en quête de haut niveau. L'image choc des joueurs du Vesontio restera celle d'Erik Lehmann venu rendre son maillot de capitaine au Maire comme marque de désarroi...

### Le Besançon Basket Comté
‌

#### L'ascension
S'installe alors une campagne de mobilisation aussi bien au niveau de sponsors potentiels qu'au niveau du public, et c'est ainsi qu'en novembre 1989, pour le match contre Saint-Lô, le Palais des Sports accueille plus de 1 500 spectateurs... Les Bisontins sont dès lors concernés par l'avenir de leur club, les entrepreneurs également. Le club est finalement sauvé. Une nouvelle équipe dirigeante est mise en place avec en tête de liste André Mulon.

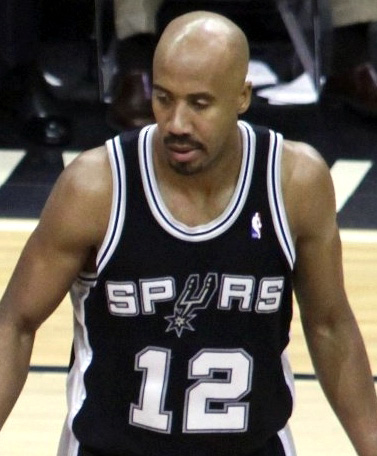
Bruce Bowen (1996-1997)

Besançon reste trois saisons en Nationale 2 avec le doublé Coupe/Championnat pour la saison 1992-1993 (et donc l'accession), deux saisons en Pro B avec l'accession en Pro A grâce à sa victoire en play-offs en 1995, et enfin l'élite, la Pro A, depuis la saison 1995-1996. Une nouvelle étape a été franchie en 1997-1998. Sous l'impulsion d'Erik Lehmann, le BBC termine à la huitième place du Championnat Pro A, se qualifiant ainsi pour la première fois à un play-off. La saison suivante, par voie de conséquence, le BBC participe à sa première coupe européenne, la coupe Korać. En très peu de temps, le Besançon Basket Comté a su rejoindre l'élite du basket-ball français. Restait au club à se maintenir à ce niveau de la compétition et pourquoi pas à franchir encore d'autres paliers.

#### Entre Pro A et Pro B
Mais la saison 2000-2001 met provisoirement un terme à cette fulgurante ascension. Alors que le nouveau palais des sports se fait attendre, le BBC vit une saison noire. Le club voit défiler les américains et ni le limogeage d'Erik Lehmann ni le retour de Tony Farmer ne sauveront le BBC de la relégation.
En mai 2001, à la suite de l'annonce d'une baisse sensible des subventions municipales, André Mulon menace de quitter la présidence du club. Le Conseil Général apporte son écot, le BBC est alors rebaptisé le Besançon Basket Comté Doubs et n'a qu'un seul objectif : rejoindre la Pro A au plus vite.
Après un retour en Pro A difficile et une nouvelle descente en Pro B à la fin de la saison 2003-2004, coup de théâtre ! André Mulon déclare à l'occasion d'une réunion du club affaires, en juin 2004, que le club est en proie à un grave problème de trésorerie. Il annonce sa démission. Thierry Martinez, président de la ligue de Franche-Comté de basket, prend alors le relais. De courte durée puisqu'il laisse sa place quelques semaines plus tard a Hubert Papin, ancien international et chef d'entreprise à la retraite.
En juillet 2005, c'est l'ancien Président du Club Affaires, Jacques Thibault, qui prend la tête du club. Avec l'aide d'André Mulon et d'Erik Lehmann, il met en place une équipe compétitive, dirigée par l'ancien meneur du club, Germain Castano. Le début de saison est marqué par l'inauguration du nouveau Palais des Sports. Les résultats sont à la hauteur de la nouvelle salle et l'équipe est en tête du championnat durant toute la deuxième partie de saison. Le BBCD termine la phase régulière en tête et retrouve la Pro A.
Mais l'équipe n'arrive pas à se maintenir en Pro A lors de la saison 2006-2007 et connait une nouvelle rétrogradation en Pro B. Effectuant un recrutement composé de joueurs aguerris de Pro B, l'équipe est annoncée parmi les favoris du championnat, mais ne parvient pas à trouver le rythme. À l'issue de la 10e journée du championnat, avec un bilan de 4 victoires-6 défaites, les dirigeants décident de changer d'entraîneur, écartant Germain Castano au profit de Sylvain Lautié. L'équipe parvient à se qualifier pour les playoffs en se classant à la 8e place lors du dernier match de la saison régulière, et joue contre Rouen, déjà qualifié en Pro A, lors du quart de finale des play-offs de ProB. Le BBCD gagne 68-87 sur le parquet du SPO Rouen Basket lors du match aller, et remporte le match retour 80-74 et se qualifie donc pour la demi-finale des play-offs de ProB contre Saint-Étienne Basket. L'équipe gagne le match à Saint-Étienne 76-92 et s'incline lors du match retour à Besançon 82-90. Besançon s'impose à Saint-Étienne 84-82 à l'ultime seconde lors du match d'appui, se qualifiant pour la finale à Paris-Bercy contre Poitiers. Besançon est en tête tout au long du match, finissant avec 9 points d'avance à la mi-temps. Cependant, Poitiers s'accroche, l'écart ne dépassant les 10 points qu'en fin de match. Le BBCD remporte cette finale du championnat de France de ProB 76-63, le deuxième titre de l'histoire après celui de 1995. Le capitaine de l'équipe Antwan Hoard est nommé MVP de la rencontre. Le club retrouve donc la ProA, un an après l'avoir quittée. Il était présidé par Jacques Thibault jusqu'à l'annonce de sa démission le 19 juin 2009. L'intérim à la tête du club est assuré par Benoît Vuillemin.
La saison 2008-2009 débute bien (le club est entrainé par Alain Thinet), avec un bilan équilibré au bout de six journées, mais le club enchaîne des séries de défaites et de nombreux joueurs sont victimes de blessures. Lors du dernier match de la saison, Besançon est encore en course pour le maintien, mais doit absolument s'imposer face à Pau-Orthez, déjà relégué, tandis que Le Havre ne doit pas gagner. Le BBCD bat les Palois, mais les Havrais vont gagner à Hyères-Toulon et Besançon est donc relégué en Pro B, la quatrième relégation du club en huit ans.

#### La fin
Le 19 juin 2009, le président Jacques Thibault annonce sa démission dans la foulée de celle du directeur général du club Olivier Veyrat. Sa démission est officialisée lors du conseil d'administration du club du 24 juin. Le vice-président, Serge Legain, est désigné représentant légal du club auprès des différentes instances. Le club est placé en redressement judiciaire le 27 juillet 2009 avec une période d'observation de six mois par le Tribunal de Grande Instance de Besançon. Le BBCD est autorisé à évoluer en Nationale 1 pour la saison 2009-2010 par la Fédération, le 11 août 2009. Malgré cela, le club est placé en liquidation judiciaire et disparait le 1er septembre 2009.

## Palmarès
- Champion de France de Nationale 2 (1993)
- Coupe de France Nationale 2 (1993)
- Champion de France de Pro B (1995 et 2008)
- 1er de la saison régulière de Pro B au terme de la saison 2005/2006
- 1 participation en Coupe d'Europe (Coupe Korać) lors de la saison 1998-1999

## Infrastructures et équipements
- Couleurs : Blanc et Bleu.
- Salle: Palais des Sports (4 200 places)

## Supporters
- Club de supporters : les Dahuts
- Mascotte: vache Toupie n°25

## Bilan saison par saison
| Saison  | Div.  | clas. | M.J. | Vic. | Déf. | P.M. | P.E. | Diff. | Coupe de France |
| ------- | ----- | ----- | ---- | ---- | ---- | ---- | ---- | ----- | --------------- |
| 1987-88 | N3    | 2e    |      |      |      |      |      |       | -               |
| 1988-89 | N3    | 1er   |      |      |      |      |      |       | -               |
| 1989-90 | N2    | 5e    | 26   |      |      |      |      |       | -               |
| 1990-91 | N2    | 5e    | 24   | 14   | 10   | 2128 | 2181 | -53   | -               |
| 1991-92 | N2    | 3e    | 26   | 19   | 7    | 2329 | 2110 | +219  | -               |
| 1992-93 | N2    | 1er   | 26   | 24   | 2    | 2305 | 2046 | +259  | Vainqueur *     |
| 1993-94 | Pro B | 6e    | 34   | 19   | 15   | 2771 | -    | -     | 1/8             |
| 1994-95 | Pro B | 7e    | 26   | 14   | 12   | 2189 | 2218 | -29   | 1/16            |
| 1995-96 | Pro A | 14e   | 30   | 9    | 21   | 2625 | 2805 | -180  | 1/8             |
| 1996-97 | Pro A | 12e   | 30   | 10   | 20   | 2397 | 2479 | -82   | 1/8             |
| 1997-98 | Pro A | 8e    | 30   | 16   | 14   | 2149 | 2213 | -64   | 1/16            |
| 1998-99 | Pro A | 12e   | 30   | 9    | 21   | 2179 | 2190 | -11   | 1/16            |
| 1999-00 | Pro A | 11e   | 30   | 12   | 18   | 2201 | 2242 | -41   | 1/16            |
| 2000-01 | Pro A | 16e   | 30   | 5    | 25   | 2116 | 2580 | -464  | 1/8             |
| 2001-02 | Pro B | 7e    | 30   | 16   | 14   | 2369 | 2295 | +74   | 1/16            |
| 2002-03 | Pro B | 2e    | 30   | 22   | 8    | 2577 | 2282 | +295  | 1/8             |
| 2003-04 | Pro A | 17e   | 34   | 9    | 25   | 2553 | 2894 | -341  | 1/8             |
| 2004-05 | Pro B | 7e    | 32   | 19   | 13   | 2783 | 2603 | +180  | 1/8             |
| 2005-06 | Pro B | 1er   | 34   | 24   | 10   | 2803 | 2630 | +173  | 1/32            |
| 2006-07 | Pro A | 16e   | 34   | 11   | 23   | 2361 | 2755 | -394  | 1/16            |
| 2007-08 | Pro B | 8e    | 34   | 18   | 16   | 2596 | 2549 | +47   | 1/16            |
| 2008-09 | Pro A | 15e   | 30   | 9    | 21   | 2268 | 2479 | -211  | 1/4             |

Div = Division; Class. = Classement; Pts = Points; J = Matchs joués; V = Matchs gagnés; D = Matchs perdus; P.M. = Points marqués; P.E. = Points encaissés; Diff. = Différence de points

* : Vainqueur de la Coupe de France amateur

## Effectif 2008/2009
- Entraineur: Alain Thinet  France
- Assistant: Gérald Simon  France

| N° | Nom              | Taille | Poste     | Naissance  | Nationalité |
| -- | ---------------- | ------ | --------- | ---------- | ----------- |
| 4  | Eric Schmieder   | 1,90 m | Arrière   | 29/11/1979 | États-Unis  |
| 5  | Ahmed Fellah     | 1,80 m | Meneur    | 09/08/1981 | France      |
| 6  | Justin Hawkins   | 2,01 m | Ailier    | 18/05/1985 | États-Unis  |
| 7  | Simon Darnauzan  | 1,78 m | Meneur    | 04/07/1980 | France      |
| 9  | Yamar Diene      | 2,07 m | Pivot     | 01/02/1981 | Sénégal     |
| 10 | Raphaël Desroses | 1,99 m | Ailier    | 18/10/1980 | France      |
| 11 | Antwan Hoard     | 1,99 m | Intérieur | 30/11/1972 | France      |
| 14 | John Ford        | 2,05 m | Pivot     | 21/07/1978 | États-Unis  |
| 15 | Justin Doellman  | 2,06 m | Intérieur | 03/02/1985 | États-Unis  |
| 16 | Thomas Dubiez    | 1,95 m | Arrière   | 05/05/1980 | France      |
| 17 | Julius Hodge     | 2,01 m | Ailier    | 18/11/1983 | États-Unis  |

Tommy Gunn a été licencié durant le mois de janvier et a été remplacé par Julius Hodge. Thomas Dubiez a signé un contrat en tant que pigiste médical pour pallier les absences sur blessures de Eric Schmieder et de Ahmed Fellah. Delonte Holland et Adam Waleskowski ont signé un contrat en tant que pigiste médical pour les quatre derniers matchs de la saison en remplacement de Justin Hawkins et Antwan Hoard, blessés pour le reste de la saison.

## Présidents
- 1990 - juin 2004 :  André Mulon
- Juin 2004 - juillet 2004 :  Thierry Martinez (intérim)
- Juillet 2004 - juillet 2005 :  Hubert Papin
- Juillet 2005 - 24 juin 2009 :  Jacques Thibault
- Juillet - septembre 2009 :  Serge Legain (intérim)

## Entraîneurs successifs
- 1990 - 1995 : / Charlie Auffray
- 1995 - 1997 :  Jean-Paul Rebatet
- 1997 - 2001 :  Erik Lehmann
- 2001 - 2002 :  Patrick Maucouvert
- 2002 - 2003 :  Pascal Thibaud
- 2003 - 2005 :  Chris Singleton
- 2005 - 2007 :  Germain Castano
- 2007 - 2008 :  Sylvain Lautié
- 2008 - 2009 :  Alain Thinet

## Joueurs célèbres ou marquants
- Bruce Bowen
- Tony Farmer
- Preston Shumpert
- Tariq Kirksay
- Tanoka Beard
- Ronnie Smith
- Cedrick Banks
- Darius Hall
- Matt Roe
- Skeeter Jackson
- Anthony Smith
- Spencer Dunkley
- Éric Micoud
- John Ford
- Antwan Hoard
- Justin Doellman
- Olivier Allinéi